# Eleccions legislatives neerlandeses de 1972
Les eleccions legislatives neerlandeses de 1972 se celebraren el 29 de novembre de 1972, per a renovar els 150 membres de la Tweede Kamer. Es formà un govern de coalició entre el Partit Popular Catòlic, el Partit Antirevolucionari i la Unió Cristiana Històrica presidit per Barend Biesheuvel, però el 1973 va caure i formaren un de nou amb el PvdA i fou nomenat primer ministre Joop den Uyl.

## Resultats
| ← Eleccions legislatives neerlandeses, 1972 → |                                                       |                     |           |      |        |
| Partit                                        | Partit                                                | Líder               | Vots      | %    | Escons |
|                                               | Partit del Treball (PvdA)                             | Joop den Uyl        | 2.021.454 | 27,4 | 43     |
|                                               | Partit Popular Catòlic (KVP)                          | Frans Andriessen    | 1.305.401 | 17,7 | 27     |
|                                               | Partit Popular per la Llibertat i la Democràcia (VVD) | Hans Wiegel         | 1.068.378 | 14,4 | 22     |
|                                               | Partit Antirevolucionari (ARP)                        | Barend Biesheuvel   | 653.508   | 8,8  | 14     |
|                                               | Partit Comunista dels Països Baixos (KPN)             | Marcus Bakker       | 330.398   | 4,8  | 7      |
|                                               | Partit Polític dels Radicals (PPR)                    | Bas de Gaay Fortman | 354.829   | 4,7  | 7      |
|                                               | Unió Cristiana Històrica (CHU)                        | Arnold Tilanus      | 354.463   | 4,8  | 7      |
|                                               | Demòcrates 66 (D66)                                   | Jan Terlouw         | 307.048   | 4,2  | 6      |
|                                               | Democratisch-Socialisten 70 (BP)                      | Willem Drees jr     | 304.714   | 4,1  | 6      |
|                                               | Partit Polític Reformat (SGP)                         | Hette Abma          | 163.114   | 2,2  | 3      |
|                                               | Boerenpartij (BP)                                     | Hendrik Koekoek     | 143.239   | 1,9  | 3      |
|                                               | Unió Política Reformada (GPV)                         | Piet Jongeling      | 131.236   | 1,8  | 2      |
|                                               | Partit Socialista Pacifista (PSP)                     | Bram van der Leck   | 111.262   | 1,5  | 2      |
|                                               | Partit Catòlic Romà dels Països Baixos (RKPN)         | Klaus Beuker        | 67.658    | 0,9  | 1      |
| Total                                         | Total                                                 |                     | 7.445.287 | 83,5 | 150    |
|                                               |                                                       |                     |           |      |        |